# 李蜀華
李蜀華（約1900年—1953年2月），四川省南江縣貴民沙壩鄉人。曾當選為行憲後第一屆國民大會代表。

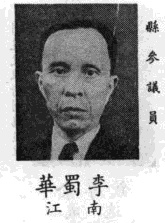

## 經歷[1]
- 幼讀鄉塾，曾攻經史，嗣在陝西省南鄭縣高中和陝西軍校畢業。
- 南江縣團練局民兵中隊長
- 國民革命軍第二十九軍（田頌堯部）排長、連長、營長。
- 民國二十四年（1935年），駐守閬中縣，任閬中縣徵收局長。
- 民國二十五年（1936年），湖北武漢軍官學校受訓。
- 民國二十七年（1938年），二十九軍整編為四十一軍，升任一二三師第三六七旅七三四團團長；兼任江（江油縣）彰（彰明縣）平（平武縣）北（北川縣）梓（梓潼縣）五縣城防司令官（德语：Stadtkommandant），後到陝西陽平關等地駐防，仍兼任城防司令。
- 民國二十八年（1939年），四十一軍改編為國民革命軍第二十二集團軍（軍長孫德操）出川抗日，駐湖北襄陽、 樊城等地，李蜀華為特種指揮官。
- 民國二十九年（1940年），請辭回川，住綿陽。
- 民國三十年（1941年），籌備成立南江縣銀行，並任縣銀行董事長。
- 民國三十一年（1942年），開辦沙壩木竹埡合作紙廠、馬鹿溝鐵廠，南天門鐵廠等企業．
  - 同年，任通江、南江、旺蒼三縣聯防辦事處處長，南江縣參議員，南江縣參議會參議長。
- 民國三十四年（1945年），四川省參議會參議員選舉，吳階平當選，李為候補。[2]
- 民國三十六年（1947年）冬，參加南江縣國大代表選舉，得多數選票當選。[3]
- 民國三十七年（1948年），國民革命軍少將參議。
- 1950年，中國國民黨革命委員會南充臨時工作小組成員，任川北行署工業廳顧問
- 1952年，土改中被鬥爭入獄，患疾保外就醫
- 1953年2月，病逝。